# Michael Toland
Michael Toland est un acteur et compositeur américain, né à New York.

## Biographie
Michael Toland étudie à l'université de New York avant de partir à l'École des arts visuels de New York.
Il commence sa carrière par des rôles de figurants et de remplaçant à la télévision. Son premier rôle important est dans la série 1st & Ten où il apparaît durant huit épisodes dans la peau de Billy Cooper. 
L'acteur continue ensuite de jouer des rôles de personnages éphémères, notamment en 1997, dans Les Feux de l'amour. En 2000, il obtient un second rôle important dans la série One World.
Parallèlement à sa carrière d'acteur, Michael Toland exerce comme compositeur occasionnellement.  

## Filmographie sélective
- 1984 - 1989 : 1st & Ten : Billy Cooper
- 1993 : Papa bricole : Jack Graham (1 épisode)
- 1997 : Les Feux de l'amour : Kevin Andrews
- 1998 - 2001 : One World (série télévisée) : Dave Blake
- 2005 : FBI : Portés disparus (série télévisée) : Dwight (épisode Transitions - épisode 18 de la saison 3)
- 2006 - Romeo and Juliet: Sealed with a Kiss : Capulet / Friar Lawrence / Le narrateur (voix)
- 2007 : Ghost Whisperer : Matthew (épisode Pour l'amour de Delia - épisode 19 de la saison 2)
- 2009 : NCIS : Enquêtes spéciales : Capitaine de la Navy Thomas Jennings (épisode La bague au doigt - épisode 14 de la saison 6)